# Tri Yann
Tri Yann es un grupo bretón de música celta que tiene su origen en los años 70 en Nantes (en bretón Naoned)que cantó al origen canciones tradicionales. Es una de las pocas bandas bretonas que han sobrevivido desde el auge de folk rock de los años 60. Ha sido larga la trayectoria del grupo en 47 años sin separación.

## Nombre del grupo
El título significa en castellano "Los tres Juanes", ya que Yann es el nombre bretón de Juan. Este nombre deviene de la formación inicial del grupo, cuando Jean-Louis Jossic, Jean Chocun y Jean-Paul Corbineau decidieron crear dicho grupo. Sin embargo, en un principio, tomaron el nombre "Tri Yann an Naoned" dado por uno de los amigos de la banda durante una fiesta. "Los tres Juanes de Nantes", que terminarían formando Tri Yann.

## Historia
La banda nació en 1970, cuando Jean-Louis Jossic, Jean Chocun y Jean-Paul Corbineau, aficionados a la música celta, se unieron para hacer perdurar la música tradicional de los círculos bretones en el movimiento de Alan Stivell, otro cantante bretón que comenzó cantar y defender la cultura de Bretaña en 1966.
En octubre de 1971, Bernard Baudriller juntó Jean, Jean-Paul y Jean-Louis al contrabajo y el violín. Tri Yann pasó profesional en 1973.
Tras su primer disco "Tri Yann an Naoned" en 1972, que será disco de oro en 1977, el grupo recorrió toda Francia, apareciendo en televisión y radio en sintonía con el nuevo auge de la lengua y cultura bretona en toda Francia.
Tras el viraje a la fusión celta y rock con su cuarto disco La découverte ou l'ignorance ("el descubrimiento o la ignorancia", refiriéndose al nacionalismo bretón) de 1975, el grupo se lanza a Europa en los siguientes años, actuando en Alemania, Suiza, Bélgica e incluso la URSS. 
En 1978-1980, Tri Yann comenzó crear sus propias canciones. Otros músicos unieron a Tri Yann como Gérard Goron en 1977 (Batería), Christian Vignoles (1979-1988) guitarras, Bruno Sabathé (1985-1992) al piano, Loumi Séveno entre 1986 y 1999 al bajo y el violín... para traer nuevos sonidos o extender la paleta musical.
En 1988 entra en la banda el guitarrista Jean-Luc Chevalier, con el que el grupo da un paso más en su diversidad y fusión musical. 
Con el gran recorrido musical tras casi 30 años desde su creación, en 1999, Tri Yann se conforma en el grupo actual, con la entrada de Konan Mevel, encargado de los instrumentos de viento, Fred Bourgeois, pianista, y Christophe Peloil, bajista y violinista.
Actualmente es uno de los grupos celtas más conocidos en Francia, junto con Gwendal, por su puesta en escena en los conciertos, donde suelen disfrazarse e interactuar con el público, especialmente Jean-Louis Jossic. Cuenta con canciones muy conocidas, como los remakes de las canciones tradicionales Dans les prisons de Nantes ("En las prisiones de Nantes") o La jument de Michao ("La yegua de Michao"), conocida también como Le loup, le renard et la belette ("El lobo, el zorro y la comadreja"). A pesar de sus más de 40 años en el escenario, siguen actuando y creando discos, como su último disco estudio sacado en 2011: Rummadou.

## Temática
La temática de Tri Yann se centra en el mundo celta y su mitología, especialmente en la historia y la cultura de Bretaña, reivindicando su lengua y autonomía. En este sentido, cabe destacar su gran cantidad de canciones en el idioma bretón, o la canción La decouverte ou l'ignorance, con letra de Morvan Lebesque, conocido político nacionalista bretón del siglo XX.
Además de ese contenido mítico celta y bretón, también tiene temas de reivindicación social y ecologista, como el disco An Héol a zo Glaz (en castellano, El sol es verde), con una famosa canción Kan ar kann (Canto de combate), en el que narra como los vecinos de Plogoff se enfrentaron a las autoridades locales contra la instalación de una central nuclear; o la canción le soleil est noir (El sol está negro), refiriéndose a la marea negra que causó en las costas bretonas el buque Amoco Cadiz.

## Instrumentos
El repertorio instrumental de Tri Yann es muy amplio, debido a la fusión de músicas que llevan a cabo. Utilizan instrumentos tradicionales tanto bretones, como europeos como pueden ser:
- Mandolina
- Guitarra
- Guitarra acústica
- Mandoloncello
- Banjo
- Dulcimer
- Bombarda
- Cromorne
- Psalterion
- Chalemie
- Percusiones diversas (Tambor, etc.)
- Flauta
- Gaita
- Violín

A lo que añaden instrumentos eléctricos:
- Batería
- Guitarra eléctrica
- Guitarra acústica eléctrica
- Bajo
- Piano eléctrico
- Saxo midi

## Miembros actuales

### Jean Chocun
Es uno de los miembros fundadores del grupo en 1970. Autodefinido "mandolinista-contable", es uno de los vocalistas del grupo, además de manejar: la mandolina, la guitarra acústica, el dulcimer, el banjo y el mandoloncello.

### Jean Paul Corbineau
Es el segundo de los tres Juanes fundadores. Además de aportar su "voz de trovador", toca la guitarra.

### Jean-Louis Jossic
Es el tercer miembro fundador del grupo en 1970. Además de ser consejero de cultura y patrimonio en el ayuntamiento de Nantes hasta 2014, es el alma del grupo, debido a su escenificación en los conciertos y los cuentos que narra para encender al público. Es la voz principal y, además, es quien maneja los instrumentos típicos medievales: bombarda, cromorne, psalterion y chalemie.

### Gérard Goron
Accedió al grupo en 1977 como batería, aportando un toque más roquero a la banda, que hasta entonces era más "tradicional" en cuanto a sus instrumentos. Colabora en la creación de los álbumes del grupo en los estudios de Marzelle. Además, toca la mandolina, el dulcimer, el mandoloncello y hace coros.

### Jean-Luc Chevalier
Entró en Tri Yann en 1988 como guitarrista principal, aportando su experiencia de años tocando en pequeños grupos de rock y jazz fusión, así como en el grupo Magma. Además de manejar el bajo, es el autor de la mayoría de las composiciones musicales.

### Konan Mevel
Desde 1999 es el músico del grupo que maneja las instrumentos de viento de todo tipo: desde gaitas, como la antigua veuze, hasta flautas, así como instrumentos electrónicos y de percusión. 

### Fred Bourgeois
También en 1999, Frederic Bourgeois introdujo su piano y su estilo jazz a Tri Yann. Además de manejar el piano eléctrico, hace coros.

### Christophe Peloil
Es el tercer músico que entró en el grupo en 1999. Toca el bajo y el violín, con una presencia musical en las canciones de Tri Yann debido a sus solos con el violín. También hace coros.

## Antiguos miembros
- Bernard Baudriller. Fue miembro del grupo desde 1971 hasta 1985, siendo cantante y tocando el bajo, el contrabajo, el violín, el violonchelo y la flauta travesera.
- Bruno Sabathe. Tocaba el piano.
- Christophe Le Helley. Tocaba instrumentos medievales, la harpa céltica y el piano. Entró en el grupo en 1993, sustituyendo a Sabathe. En 1998, dejó el grupo.
- Louis-Marie Seveno (Lumi). Tocaba el bajo, el violín y la flauta irlandesa; entró en el grupo en 1986.
- Christian Vignoles. Fue, de 1979 a 1988, el guitarrista y bajista del grupo. Además, tocaba el piano.
- Jérome Gasmi. Fue sustituido en la batería en 1977 por Gerard Goron.
- Mylène Coué. Voz.
- Bleunwenn Mevel. Voz.

## Discografía

### Álbumes
- 1972 Tri Yann an Naoned
- 1973 Dix ans, Dix filles
- 1974 Suite Gallaise
- 1976 La Découverte ou l'Ignorance
- 1978 Urba
- 1981 An Héol a zo Glaz Le Soleil est Vert
- 1983 Café du Bon Coin
- 1985 Anniverscène(Live)
- 1988 Le Vaisseau de Pierre
- 1990 Belle et rebelle
- 1995 Portraits
- 1996 Tri Yann en concert
- 1998 La veillée du troisième millénaire
- 1998 Tri Yann et l'Orchestre national des Pays de la Loire, La Tradition Symphonique
- 2001 Le Pélégrin
- 2001 30 ans au Zénith
- 2003 Marines
- 2004 Tri Yann et l'Orchestre national des Pays de la Loire, la Tradition Symphonique 2
- 2007 Abysses
- 2011 Rummadou (Generaciones)
- 2012 Le concert des 40 ans
- . (2016) La belle enchantée

### Recopilaciones
- 1986 Master Série.
- 1994 Inventaire 1970-1993
- 1995 Inventaire Volume 2
- 1996 Ar Gwellañ gant Tri Yann - Le Meilleur de Tri Yann (2 CD)
- 1998 Trilogie (3 CD)
- 1999 L'essentiel en concert
- 2003 La musique a une histoire. Anthologie Tri Yann (3 CD)
- 2007 Tri Yann - Best of (1972 - 1990)
- 2007 Morceaux de Choix : Recopilación hecha por el grupo.

### VHS-DVD
- 1993 Inventaire le concert (réalisation : Christian Robin) . Uniquement VHS
- 1996 Les coulisses de Tri Yann Tournée été 1996 (un film de Christophe Dagobert). Uniquement VHS
- 2001 Trente ans au Zénith (DVD)
- 2004 Les racines du futur (DVD + CD de audio recopilatorio)
- 2012 Le concert des 40 ans (DVD)

Apariciones en:
- 1999 Bretagnes à Bercy (DVD. 3 canciones solos, 3 canciones con Dan Ar Braz, Gilles Servat, Alan Stivell, Armens.
- 2002 Festival Interceltique de Lorient (DVD. Con una canción de Tri Yann)
- 2004 Nuit Celtique III invite la Corse. En el Stade de France (DVD)

### Otros
- 2006 Cuento-leyenda musical: Le Secret du Vieux Coquillage Blanc. (CD. Participó en tres cuentos)
- 2005 Cuento: Tri Yann, Histoire de jean(s)